# Paprika
Die Pflanzengattung Paprika (Capsicum) gehört zur Familie der Nachtschattengewächse (Solanaceae). Die Früchte werden als Gemüse und Gewürz verwendet. Je nach Größe, Farbe und Geschmack sowie Schärfe werden für viele Sorten besondere Namen wie Chili, Spanischer Pfeffer, Peperoni, Peperoncini oder Pfefferoni gebraucht. Die am weitesten verbreitete Art, zu der auch die meisten in Europa erhältlichen Paprika, Peperoni und Chilis gehören, ist Capsicum annuum. Fast alle Paprika enthalten – in sehr unterschiedlicher Konzentration – den Stoff Capsaicin, der die Schärfe erzeugt.
Paprika und Chili wurden 2015/2016 vom Verein zur Erhaltung der Nutzpflanzenvielfalt (VEN) zum „Gemüse des Jahres“ gewählt.

## Pflanzenbeschreibung

### Habitus und Blätter

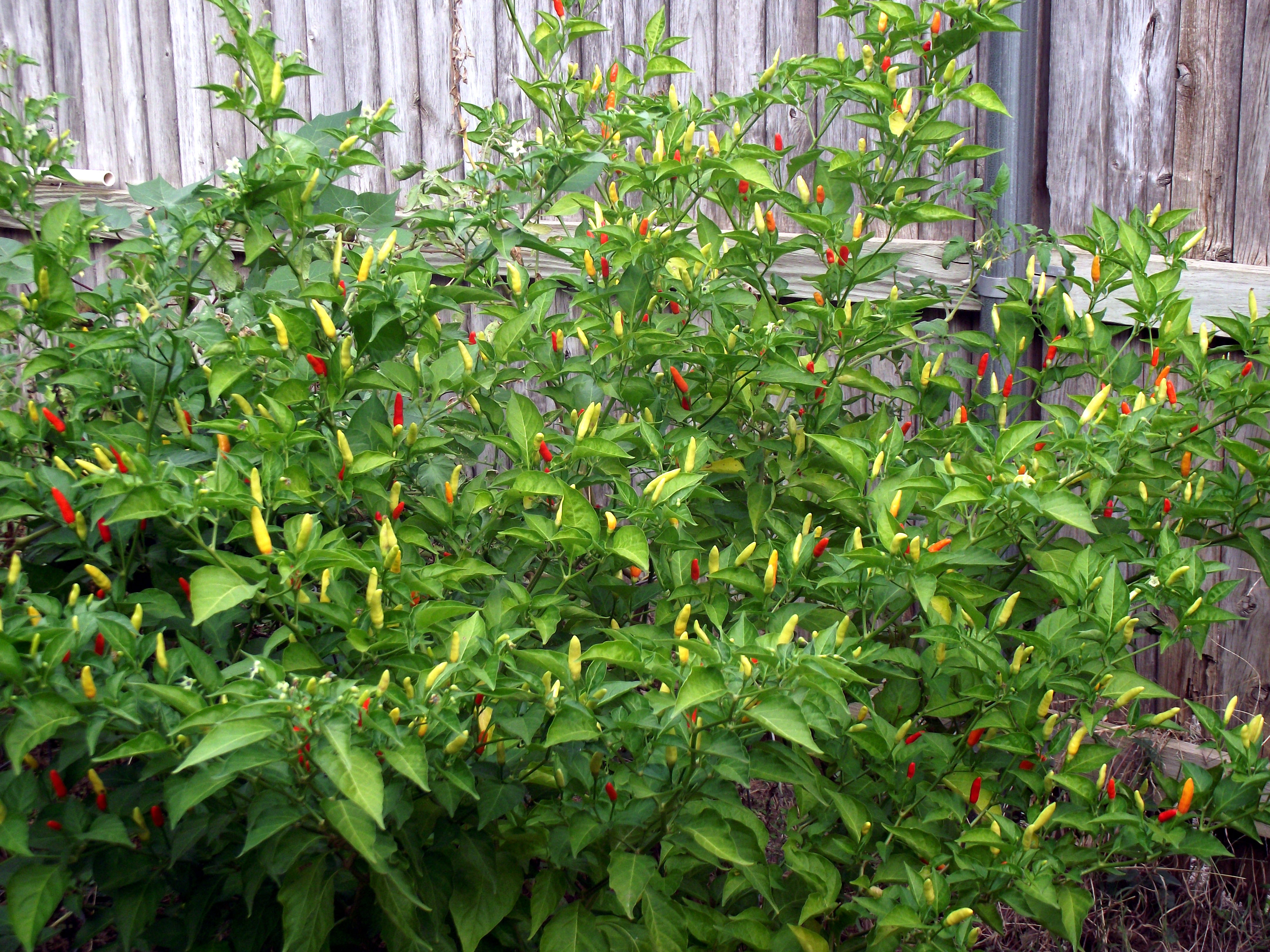
Strauchförmiger Wuchs bei Capsicum frutescens

Die Samen keimen oberirdisch (epigäisch), sie bilden zwei Keimblätter. Die krautigen Pflanzen erreichen typischerweise Wuchshöhen um 150 Zentimeter, die Wurzeln bilden sich im Umkreis von 30 bis 40 Zentimetern knapp unter der Erdoberfläche aus und reichen bis zu 60 Zentimeter in die Tiefe. Daneben existieren auch bodendeckende und auch deutlich größere Arten und Sorten. Als Keimling entwickelt sich zunächst ein Haupttrieb, der paarweise Blätter ausbildet, die gleichzeitig oder kurz hintereinander erscheinen können. Die folgenden Blattpaare sind zueinander um etwa 90° versetzt (wechselständig). Pro Jahr wachsen die Pflanzen zwischen 0,3 und 4,6 Meter.
Die Pflanzen bevorzugen leicht saure bis neutrale Böden, kommen aber auch mit einem pH-Wert bis 8,7 zurecht. Ein höherer pH-Wert kann zu gelblichen Verfärbungen am Blattrand und geringem Wuchs führen. Die Pflanzen wachsen am besten in lockerem, sandigem bis lehmigem Boden.
Die Form der Laubblätter ist länglich oval bis eiförmig. Sie sind ganzrandig und gestielt, bis zu 30 Zentimeter lang und bis zu 15 Zentimeter breit. Nach frühestens drei Monaten – in etwa in einer Höhe von 30 Zentimetern bis 1 Meter – verzweigt sich der Haupttrieb zum ersten Mal, in der Verzweigung bildet sich die erste Blüte. Die Nebentriebe verzweigen sich während des Wachstums erneut, auch hier finden sich in den Verzweigungen Blütenansätze. Im Alter treibt die Pflanze aus Blattachseln und teilweise auch aus den Verzweigungen selbst neue Zweige aus, die ebenfalls nach einiger Zeit verzweigen.
Einige Sorten sind in den Verzweigungen, auf den Blättern und auch den Früchten violett bis teilweise schwarz, manchmal ist die ganze Pflanze so gefärbt. Diese Verfärbungen treten als Schutz gegen Sonneneinstrahlung auf. Zum Teil wurden diese Eigenschaften durch gezielte Selektion und Kreuzungen für Zierpaprikas verstärkt. Verfärbungen der Früchte sind nur bis kurz vor der Reife zu beobachten, da dann der oftmals rote Farbstoff überwiegt.
Alle Paprikasorten können unter geeigneten Bedingungen (zwischen 7 und 29 °C) mehrere Jahre alt werden. Der Name Capsicum annuum deutet auf eine Einjährigkeit hin, die in diesem Fall bedeutet, dass die Pflanze vom Keimen bis zur Samenreife keine Vegetationspausen einlegt – also konkret, dass sie noch innerhalb desselben Jahres, in dem sie aus ihrem Samen gekeimt hatte, Früchte produzieren kann.
Im Mitteleuropäischen Gartenbau werden Paprika auch meist "einjährig" gezogen, das bedeutet in diesem Fall: Keimung im Frühjahr – Fruchternte im selben Jahr – danach wird die Pflanze kompostiert. Die Kälteempfindlichkeit der Capsicum-Arten und ihre einfache Aufzucht machen eine Überwinterung unwirtschaftlich.

### Blüten

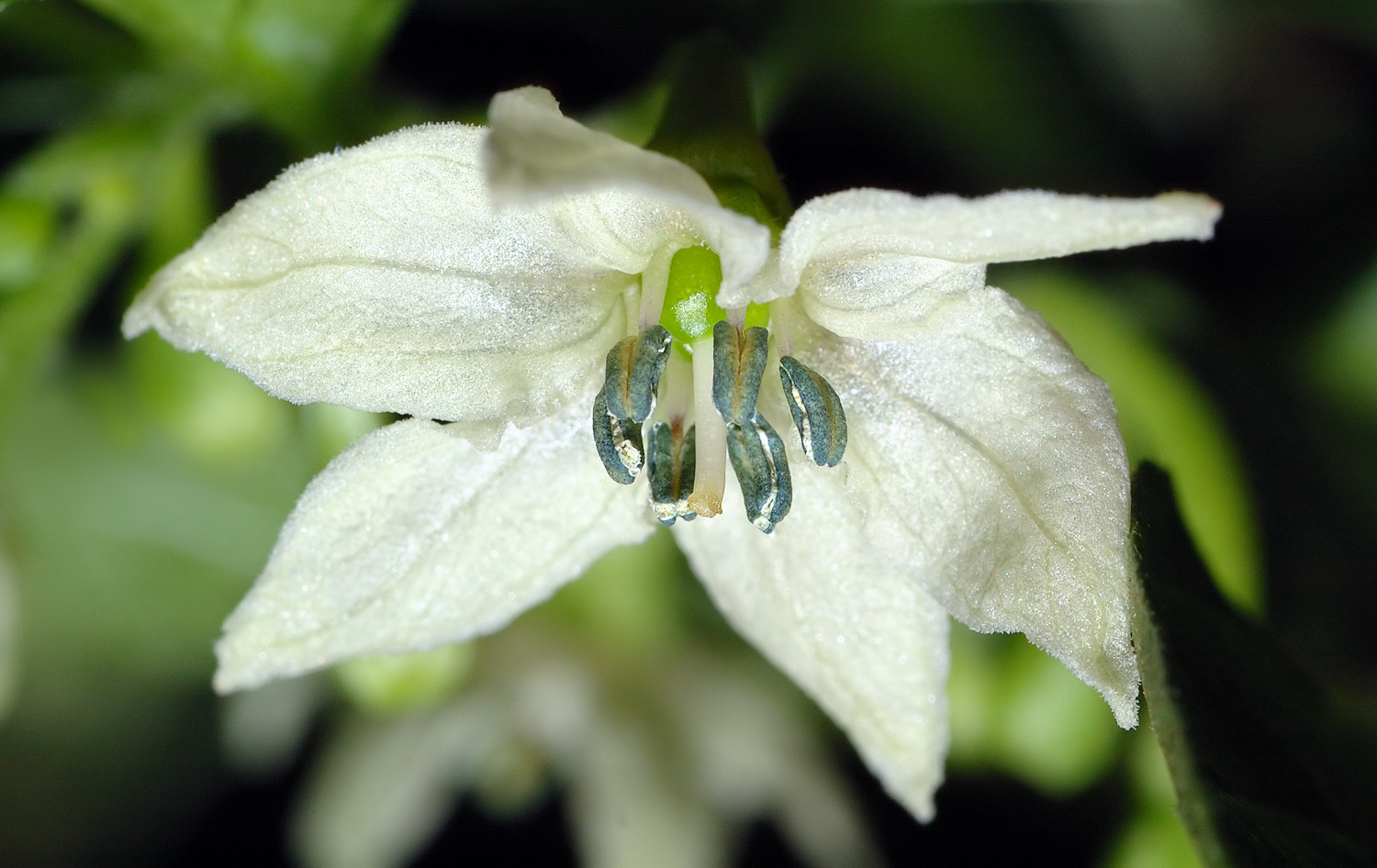
Blüte von Capsicum chinense. Auffallend die sechs blauen Staubblätter

Je nach Art treten eine bis zehn Blüten pro Blattachsel auf. Die Blütenstiele sind 0,2 bis 2 Zentimeter lang. Die zwittrigen Blüten sind radiärsymmetrisch und fünfzählig mit doppelter Blütenhülle. Der Blütenkelch ist glockenförmig, die Kelchblätter sind teilweise nach vorne zugespitzt, zum Teil auch gerundet. Die Blütenkronen sind meist weiß, es gibt jedoch auch viele grünliche und auch violette Blüten (z. B. bei Capsicum pubescens). Der Fruchtknoten ist oberständig.

### Frucht

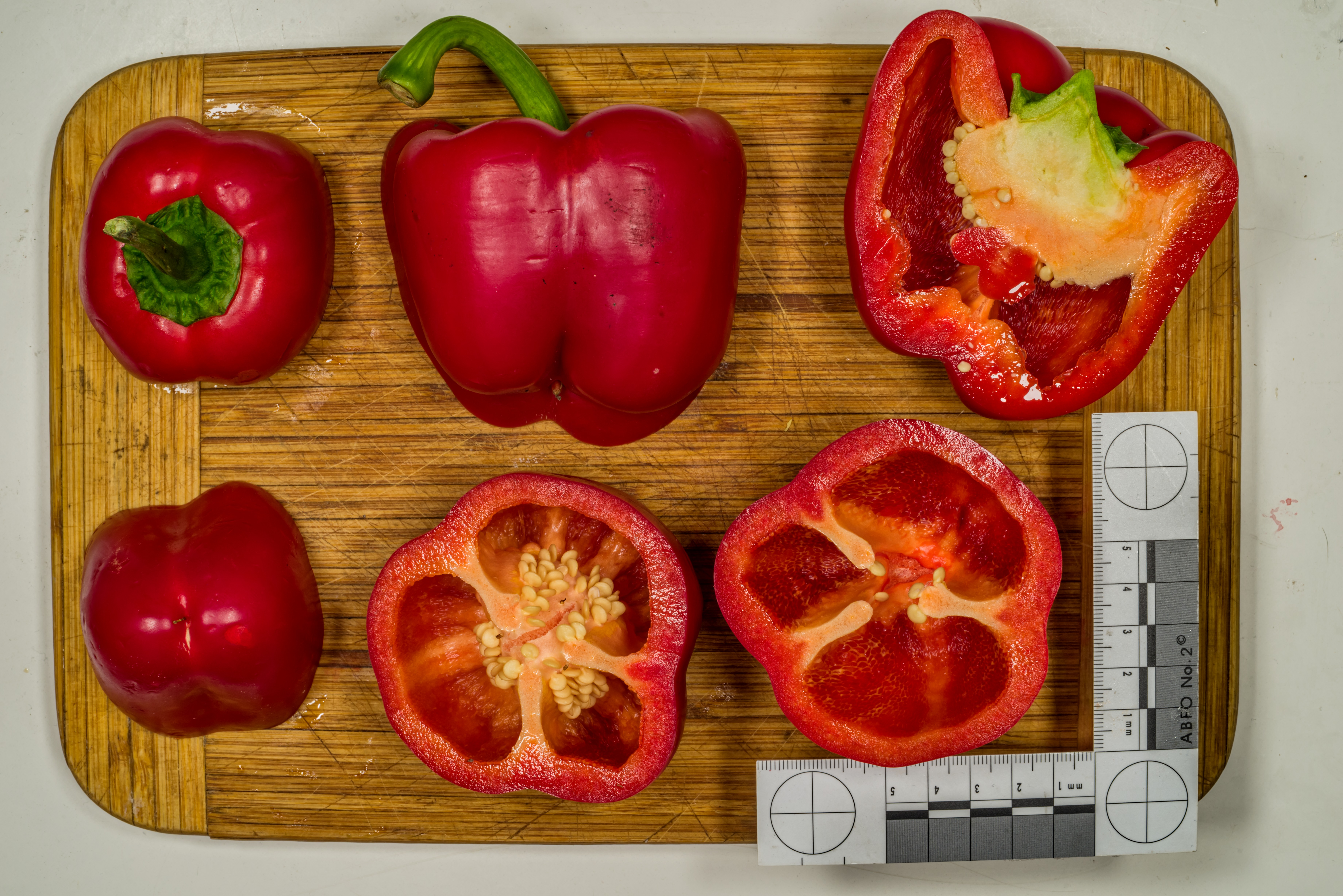
Blockpaprika, Ansicht der Frucht

Während die Frucht standardsprachlich und kulinarisch als Schote bezeichnet wird, handelt es sich botanisch gesehen um eine Beere (genauer gesagt um eine Trockenbeere, da das Perikarp bei der Reifung eintrocknet). Diese Fruchtwand besteht von außen nach innen aus einer festen Haut, auch Exokarp genannt, gefolgt vom Fruchtfleisch, dem Mesokarp, und schließlich der Innenwand, dem Endokarp. An der Innenseite der ehemaligen Fruchtblätter befindet sich das deutlich hellere plazentale Gewebe, das auch oftmals in Form von Scheidewänden (Plazentarleisten) das Innere der Frucht in verschiedene, nicht vollständig getrennte Kammern unterteilt. Auf der Plazenta und den Scheidewänden sitzen die Samen, die zum Teil den kompletten Innenraum der Frucht ausfüllen. Die Samen sind nierenförmig und glatt. Je nach Art ist ihre Farbe hellbraun bis schwarz, das Tausendkorngewicht beträgt zwischen 5 und 8 Gramm.
Die Früchte sind sehr formen- und farbenreich. Von schmal-zylindrisch bis kugelig gibt es viele Erscheinungsbilder. Unterschiedlich ist auch die Form der Spitze der Frucht – von kegelförmig zugespitzt über abgerundet bis hin zu von mehreren Rundungen eingekerbten Vertiefungen reicht die Vielfalt. Das Fruchtwachstum zeigt ein sigmoides Verhalten, d. h. in der Mitte der Reifeperiode ist das Wachstum am stärksten, während zu Beginn und Ende ein sehr geringes Wachstum zu beobachten ist. In 28 bis 35 Tagen nach der Befruchtung haben die Früchte ihre endgültige Größe erreicht, anschließend steigert sich das Fruchtgewicht durch Verdickung der Fruchtwand weiter. Abhängig von der Sorte und den äußeren Bedingungen sind Paprikas 50 bis 120 Tage nach der Befruchtung ausgereift. Reife Früchte können die Farbtöne rot, orange, gelb, braun oder auch weiß annehmen. Grüne, violette oder schwarze Früchte sind immer unreif; einige Sorten reifen über mehrere Farbstadien, z. B. von grün nach gelb zu rot.
Die Früchte zählen lebensmitteltechnisch zu den Fruchtgemüsen oder den Gewürzen.

## Ökologie
Die Blüten öffnen sich morgens, wobei die Narbe sofort fertil ist; die Staubgefäße geben erst nach einigen Tagen ihren Pollen ab. Aufgrund dieser Eigenschaft kommt es unter Paprika oft zu Kreuzbefruchtungen und damit zu hoher Variabilität unter den Pflanzen. Bis auf die Wildformen Capsicum buforum und Capsicum cardenasii sind die Blüten zwittrig und selbstbestäubend. Die Bestäubung erfolgt vorwiegend durch Insekten, doch gerade bei Zimmerhaltung und im Gewächshaus reicht oftmals Wind oder vorsichtiges Schütteln der Pflanze, um die Blüten zu bestäuben. Die höchste Befruchtungsrate stellt sich bei Temperaturen von 16 bis 32 °C ein. Die Blütenbildung hat ihr Optimum bei Temperaturen von 16 bis 21 °C. Auf Nachttemperaturen über 24 °C reagiert die Pflanze mit Blütenabwurf, ab Nachttemperaturen von 32 °C wird zudem die frühe Fruchtentwicklung gehemmt. Auch nach Fruchtansatz entwickeln sich neue Blüten, sodass an einer Pflanze verschiedene Stufen der Fruchtbildung beobachtet werden können. Die Zahl der Blüten nimmt jedoch ab, wenn sich bereits reifende Früchte an der Pflanze befinden. Unter idealen Temperaturbedingungen können ganzjährig Blüten gebildet werden, der Einfluss der Tageslänge auf die Fruchtbildung ist hingegen relativ gering.

### Vermehrung
Farbgebung und Inhaltsstoffe der wilden Capsicum sind an eine spezielle Vermehrungsstrategie angepasst, die sowohl große räumliche Verbreitung als auch einen möglichst idealen Standort der Pflanzen gewährleistet. Die Schärfe der Früchte ist ursprünglich als ein Abwehrmechanismus gegen Säugetiere zu verstehen. Säugetiere lernen schnell, scharfe Paprika zu meiden, wozu auch die gute Wiedererkennbarkeit durch die oft leuchtend rote Farbe beiträgt. Für Vögel hingegen sind die Früchte nicht scharf, da die anders aufgebauten Rezeptoren auf deren Nervenzelloberflächen nicht auf Capsaicin reagieren.
Da die Verdauung der Vögel die Samen nicht zersetzt, werden diese mit dem Kot wieder ausgeschieden. Dies geschieht oftmals, wenn sich die Vögel auf Bäumen niederlassen, sodass wilde Capsicum oft im Schatten größerer Bäume zu finden sind. Der die Samen umgebende Kot weicht zum einen die Samenhülle auf, sodass der Keimling sie leichter durchstoßen kann, liefert aber auch Nährstoffe, die die Jungpflanze in den ersten Entwicklungsstadien benötigt. Da Vögel allgemein größere Strecken als Säugetiere zurücklegen, werden die Samen gleichzeitig über ein größeres Gebiet verteilt. In Kultur werden Paprika fast ausschließlich aus Samen gezogen, jedoch ist auch eine vegetative Vermehrung durch Stecklinge möglich.

## Inhaltsstoffe
Der Paprikageschmack ist zum größten Teil auf ein ätherisches Öl zurückzuführen. Der Anteil an langkettigen Kohlenwasserstoffen, Fettsäuren und deren Methylestern beträgt weniger als 1 Prozent. Für den Paprikageruch bedeutsam sind Alkylmethoxypyrazine, etwa das „erdig“ riechende 3-Isobutyl-2-methoxypyrazin. Reife Paprika enthalten auch bis zu 6 Prozent Zucker.
Paprikafrüchte enthalten mit durchschnittlich 128 mg pro 100 g Frucht relativ viel Vitamin C. So gelang es erstmals dem ungarischen Chemiker Albert Szent-Györgyi 1926, Vitamin C aus verschiedenen Pflanzen – darunter Paprika – in größerer Menge zu isolieren. Er erhielt für seine Arbeiten 1937 den Nobelpreis für Medizin. Paprikafrüchte enthalten außerdem viele Flavonoide und Carotine und Salicylat.
100 Gramm rohe Paprika enthalten 117 Kilojoule, 1,17 Gramm Protein, 4,73 Gramm Kohlenhydrate und 0,33 Gramm Fett. Weitere Inhaltsstoffe sind etwa: 212 Milligramm Kalium, 12 Milligramm Magnesium, 11,2 Milligramm Calcium, 5 Milligramm Tocopherol pro 100 Gramm Paprika.

### Farbstoffe

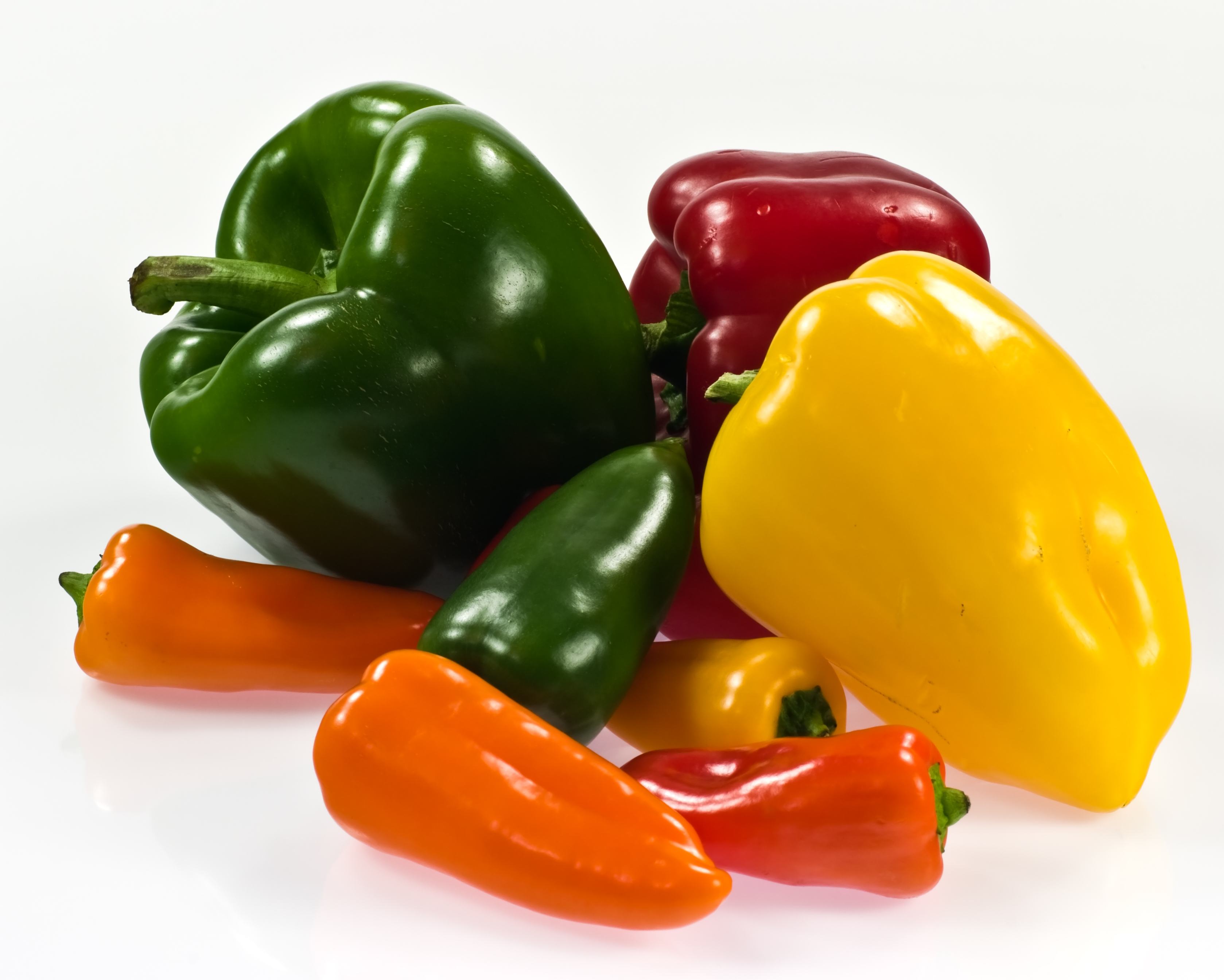
Paprika in verschiedenen Farben

Vor allem Farbstoffe der Carotinoid-Reihe sind für die Farbe von Paprika verantwortlich. Die meisten dieser Carotinoide sind rot (Capsanthin E 160c, Capsorubin E 160c und andere), aber auch grüne und gelbe (Curcumin E 100) Vertreter sind verbreitet. Der Gesamtcarotinoidgehalt im Paprikapulver liegt bei 0,1 bis 0,5 Prozent. Anthocyane sind bei manchen Sorten für einen dunklen, auberginefarbenen Farbton der unreifen Früchte ursächlich. Bei der Reife verändern sich die Anthocyane und bewirken einen Farbwechsel nach orange bis rot. Die Farbstoffe können auch zur Färbung von Stoff verwendet werden, wenn man eine entsprechende Aufbereitung durchführt.

### Capsaicin

Capsaicin ist – neben anderen Capsaicinoiden – für das scharfe Aroma von Chili- und Paprikafrüchten verantwortlich.

Die Schärfe wird durch Capsaicinoide, vor allem durch Capsaicin, verursacht. Diese Alkaloide kommen nur in der Gattung Paprika vor. Im Gegensatz zu Stoffen, die die Geschmacksnerven auf der Zunge reizen und die Geschmacksempfindungen süß, sauer, salzig, bitter und umami hervorrufen, verursachen Capsaicin und verwandte Stoffe einen Hitze- bzw. Schmerzreiz, vergleichbar dem Kältereiz durch Menthol u. ä. Die ab etwa 1950 in Ungarn gezüchteten Gemüsepaprika enthalten fast kein Capsaicin, Peperoni oder scharfe ungarische Paprika bis 0,01 Prozent, Cayenne oder Thai-Chilis etwa bis 0,3 Prozent, sehr scharfe Sorten (Tepin, Habanero) maximal 0,85 Prozent. Für die Messung der Schärfe von Paprika und Chilis hat sich die Scoville-Skala etabliert.
Von auf der Epidermis der Plazentawand befindlichen Drüsenzellen gebildet, diffundiert das Capsaicin, ein gelbes, teilweise kristallines Öl, zwischen Zellwand und Cuticula. Da innerhalb der Frucht einzig diese Drüsenzellen Capsaicinoide produzieren, enthalten die Plazenta und ihr naheliegende Fruchtbestandteile wie Samen oder Samenscheidewände besonders hohe Konzentrationen der Scharfstoffe. Plazenta und Samenscheidewände enthalten meist etwa 90 bis 99 Prozent aller Capsaicinoide, deren Konzentration mit zunehmender Entfernung von der Plazenta abnimmt; so ist bei vielen scharfen Sorten die Spitze weit weniger scharf als das Stielende.

## Pflanzenkrankheiten und -schädlinge
Paprikapflanzen sind vor allem in Kultur anfällig für diverse Krankheiten und Schädlinge. Überträger können sowohl die Pflanzen selbst (durch Samen), Insekten oder auch der Mensch sein. Vor allem unter den Wildarten haben sich Resistenzen gegen verschiedenen Krankheiten herausgebildet. Zum Teil wird versucht, diese Eigenschaften auch auf die kultivierten Arten und Sorten zu übertragen, um die Gefährdung der Erträge zu minimieren.

### Tabakmosaikvirus
Das Tabakmosaikvirus (TMV) macht sich durch mosaikförmige Flecken auf den Blättern bemerkbar. Nachdem immer mehr Blätter abgestorben sind, stirbt auch die Pflanze. Die Erreger sind ursprünglich auf Tabak-Pflanzen spezialisiert, können jedoch auch auf Paprika übertragen werden. In den 1960er Jahren fiel ein großer Teil der Tabascobestände, des Grundstoffs für Tabascosauce, diesem Virus zum Opfer. In den 1970er Jahren konnte mit der Sorte ‚Greenleaf Tabasco‘ eine resistente Tabasco-Sorte gezüchtet werden.

### Verticillium-Welke-Krankheit
Der Verticillium albo-atrum ist ein Schadpilz, der vor allem durch Samen und infizierte Erde übertragen wird. Zunächst verbreitet sich der Pilz nur langsam und bewirkt eine Verlangsamung und später den kompletten Zusammenbruch der Flüssigkeitszirkulation in der Pflanze; betroffene Pflanzenteile welken und sterben ab.

### Weitere Krankheiten
Weitere Krankheiten sind Pilzkrankheiten wie echter und falscher Mehltau, Rostkrankheiten und die Umfallkrankheit. Weitere Viruserkrankungen sind beispielsweise das Alfalfa-Mosaik-Virus (AMV), die Rübenkräuselkrankheit, das Gurkenmosaikvirus (CMV) und das Tabakätzvirus (TEV).

### Tierische Schädlinge
Paprika werden vor allem durch saugende Schädlinge geschwächt. Diese entziehen der Pflanze zum einen Flüssigkeit mit den darin gelösten Nährstoffen, zum anderen können durch die entstehenden Verletzungen Viren- und Pilzkrankheitserreger in die Pflanze eindringen. Zu den wichtigsten Schädlingen gehören Blattläuse, Weiße Fliegen, Rote Spinnen, Thripse, Asseln, Frostspanner und Trauermücken. Vor allem in den südlichen Bundesstaaten der Vereinigten Staaten, Mexiko, Mittelamerika sowie auf Hawaii und einigen Inseln der Karibik bedroht der Rüsselkäfer Anthonomus eugenii den kommerziellen Paprikaanbau. Auch Fressschädlinge wie Schnecken sind eine Gefahr für Paprikapflanzen.

## Verbreitung und Anbau

### Herkunft

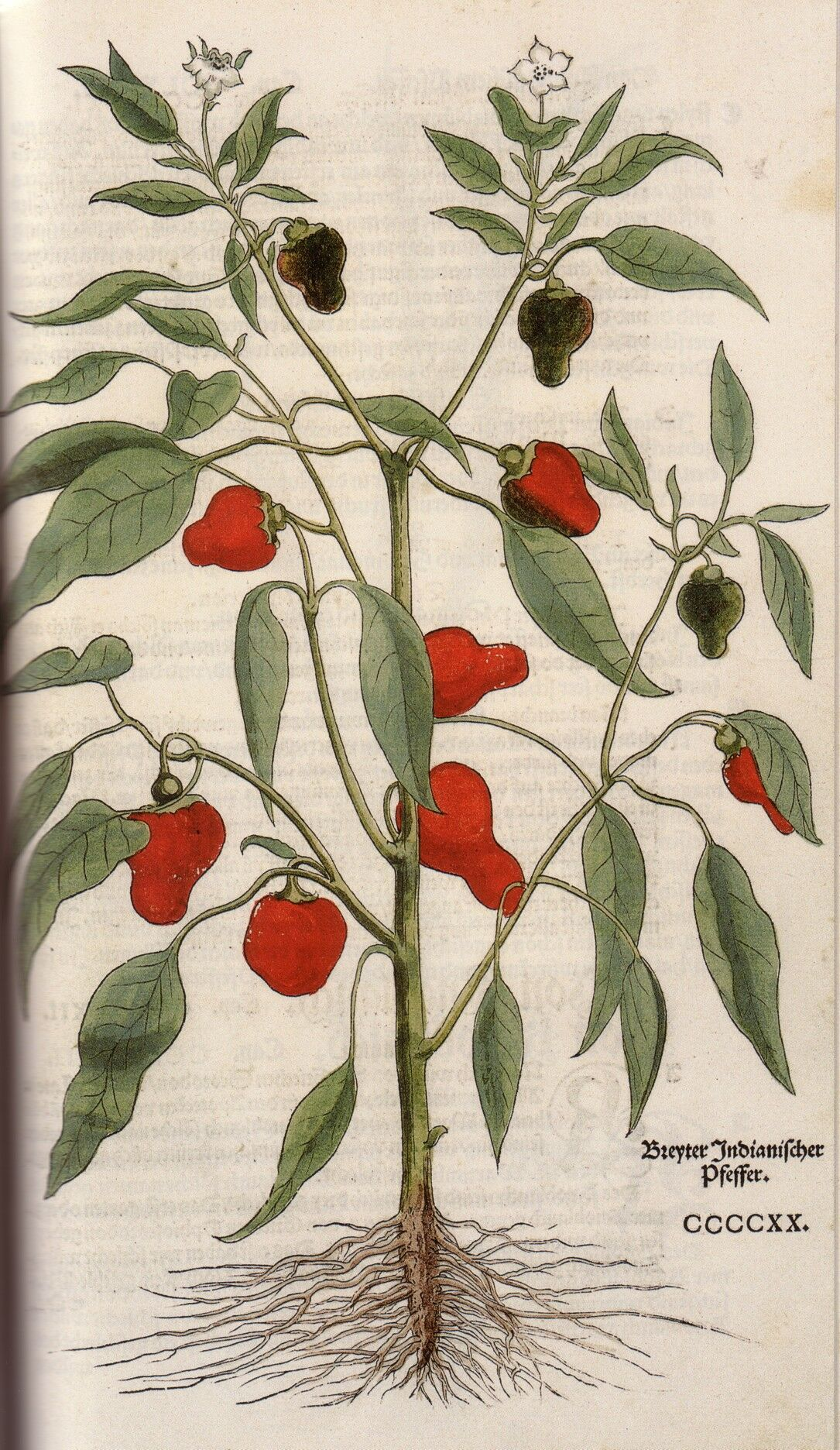
Historische Darstellung in Leonhart Fuchs’ „New Kreüterbuch“ (1543)

Es gibt etwa 25 Arten von Capsicum, davon wurden fünf domestiziert. Der Ursprung der Paprikaarten und -sorten ist Mittel- und Südamerika, mit einem Verbreitungszentrum der Gattung im mittleren Südamerika (Brasilien und Bolivien). Chiou und Hastorf geben die östlichen Andenhänge in Bolivien als Verbreitungszentrum aller Capsicumarten an. Von hier hätten sie sich durch Vögel und sehr viel später auch durch Menschen weiter ausgebreitet. Im Tal von Tehuacán im Hochland von Mittelmexiko wurde schon vor knapp 9000 Jahren Chile (also Paprika) angebaut.

### Domestikation
Capsicum annuum wurde vermutlich in Zentral- oder Nordost-Mexiko domestiziert, die anderen Arten in Südamerika. Capsicum baccatum und Capsicum pubescens stammen vermutlich aus den Anden, Capsicum baccatum wohl aus Bolivien. Chiu und Hastorf nehmen den Ursprung von C. pubescens an den östlichen Andenhängen in Bolivien an. Der Ursprung von Capsicum chinense liegt wahrscheinlich in der (oberen) Amazonasregion. Die Ursprungsregion von Capsicum frutescens ist immer noch umstritten, es kommen sowohl Amazonien wie auch Mittelamerika in Frage; von dieser Art ist bisher keine wilde, nicht kultivierte Ursprungsart oder Population gefunden worden.

### Archäologische Nachweise
In der Guitarrero-Höhle in Peru wurden Peperoni-Samen gefunden. Die Ablagerungen stammen aus der Zeit um 10000 BP, allerdings wurden Bohnen-Funde von diesem Fundort direkt datiert und ergaben ein wesentlich geringeres Alter, womit auch die Datierung der Peperoni-Samen in Frage gestellt ist. Bei Ausgrabungen in Puebla im Tal von Tehuacán (Mexiko) wurden Reste der Wildformen gefunden, die 7000–9000 Jahre alt sein sollen. Auch hier ergaben direkte Daten von Funden aus derselben Schicht jedoch ein deutlich jüngeres Alter. Auch aus Tamaulipas sind Peperonisamen bekannt.
In Huaca Prieta und Paredones im Chicama-Tal an der peruanischen Küste wurden bei Ausgrabungen ebenfalls Samen in prä-keramischen Schichten gefunden. Ein direkt datierter Samen aus den unteren Schichten von Paredones lieferte ein Datum von 9330 ±40 cal. B.P.
Die Domestikation von Capsicum wird in den Zeitraum zwischen 5200 und 3400 v. Chr. datiert. Forscher um Linda Perry vom Smithsonian National Museum of Natural History in Washington, D.C. konnten nachweisen, dass in Südwest-Ecuador bereits um 4100 v. Chr. Chili verwendet wurde, dessen Stärke sich von wildem Chili unterscheidet. Alle fünf heute angebauten Arten wurden bereits lange vor der Entdeckung Amerikas durch die Einheimischen kultiviert.

### Entdeckung durch die Europäer und weitere Verbreitung
Christoph Kolumbus’ Reisen ab 1492 hatten auch zum Ziel, das Monopol Venedigs im Gewürzhandel zu brechen. Auf Hispaniola lernte er scharfe Früchte kennen, die von den Einwohnern zum Würzen von Speisen verwendet wurden. Zunächst wurden diese Früchte nach dem bereits aus Indien bekannten schwarzen Pfeffer Pimienta genannt. Es ist unklar, ob Kolumbus glaubte, Verwandte des ihm bekannten schwarzen Pfeffers gefunden zu haben, oder ob er den Vergleich heranzog, um die Verwendung als Gewürz hervorzuheben. Die erste schriftliche Erwähnung der Pflanzengattung stammt von der zweiten Fahrt Kolumbus’, als der mitgereiste Arzt Diego Alvarez Chanca die Pflanze in einem Brief an die Auftraggeber der Reise erwähnte. Durch nach Europa mitgebrachte Früchte konnten schon bald in Spanien die ersten Pflanzen angebaut werden. Noch heute sind Paprika auch unter dem Namen „Spanischer Pfeffer“ bekannt. In Spanien heißt die Paprika heute Pimiento. Die einheimischen Arawak nannten die Pflanze axil ají.
Die Erforschung der Pflanzenwelt Amerikas brachte die Europäer schon bald mit einer großen Anzahl an Varietäten der neuen Pflanze in Kontakt. Bartolomé de Las Casas beschreibt 1502 mehrere Paprika, unter anderem eine Pflanze mit länglichen und schlanken sowie eine mit kirschförmigen und schärferen Früchten. Der Landsknecht Hans Staden, der auf zwei Fahrten zwischen 1548 und 1555 die Region der brasilianischen Atlantikküste kennenlernte, beschrieb zwei Formen der dort genutzten Paprika: eine gelbe und eine rote.
Durch den Kolonialismus und den zunehmenden Welthandel – vor allem durch die Portugiesen – breiteten sich Sorten der Pflanzengattung schnell in Afrika, im Nahen Osten und in Südostasien bis nach Japan aus. Sie wurde in vielen Ländern wie Indien und Thailand fester Bestandteil der heimischen Küche. Vorher waren dort unter anderem Ingwer und Pfeffer als scharfe Gewürze genutzt worden.
Das Osmanische Imperium kam wahrscheinlich bei einer der Belagerungen der portugiesischen Kolonien Ormus (Persien, 1513) oder Diu (Indien, 1538) zum ersten Mal in Kontakt mit Paprikapflanzen. Der erste Nachweis von Paprikapflanzen in Deutschland stammt aus dem Jahre 1542, als Leonhart Fuchs die Pflanze unter dem Namen Siliquastrum in seinem Werk De Historia stirpium beschrieb. Er berichtete bereits zu diesem Zeitpunkt von einer weiten Verbreitung als Topfpflanze.
Die Grundlage für die heute gültige botanische Beschreibung und die Zuordnung dieser Pflanzenarten und -sorten zur Gattung Capsicum erfolgte 1753 durch Carl von Linné. Er benannte zunächst die beiden Arten Capsicum annuum und Capsicum frutescens.

### Züchtung
Als Urform der meisten kultivierten Paprikas gilt die Unterart ‚Tepin‘, deren Früchte etwa 1 cm im Durchmesser groß, rund und sehr scharf sind. Diese Sorte ist wild in Südamerika anzutreffen. Durch Selektion und Kreuzung entstanden über tausend verschiedene Sorten, wie etwa der bekannte mexikanische ‚Jalapeño‘, der österreichische ‚Halblanger Vulkan‘ und der japanische ‚Shishitou‘. Auch heute werden viele neue Sorten gezüchtet, darunter sogenannte Zierchilis, deren Früchte beim Ausreifen etwa die Farbskala von purpur über gelb bis rot durchlaufen. Da das Ziel dieser Züchtungen ein bestimmtes Aussehen war, sind diese Zierchilis zwar essbar, aber meist geschmacklich uninteressant. Andere kommerzielle Züchtungen sind für die Kultur im Gewächshaus optimiert, wo sie auch unter den dortigen Lichtverhältnissen maximale Ernten erbringen.
Einige der Wildformen werden gesammelt und frisch oder getrocknet verkauft, so zum Beispiel Tepin (Wildform des Capsicum annuum) in Mexiko, Capsicum praetermissum und Capsicum cardenasii in Brasilien, Capsicum chacoense und Capsicum eximium in Bolivien.

### Anbau

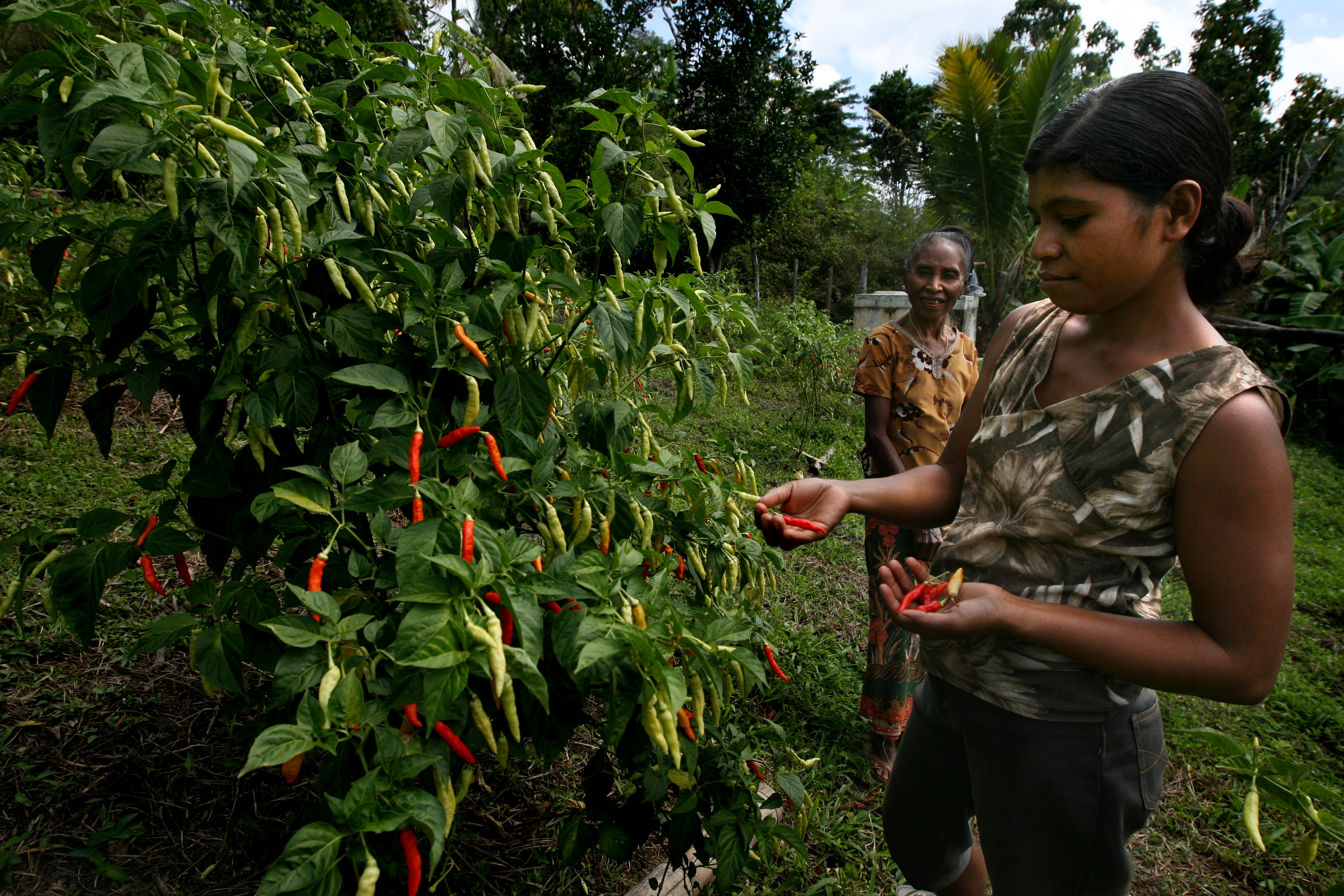
Chiliernte in Osttimor

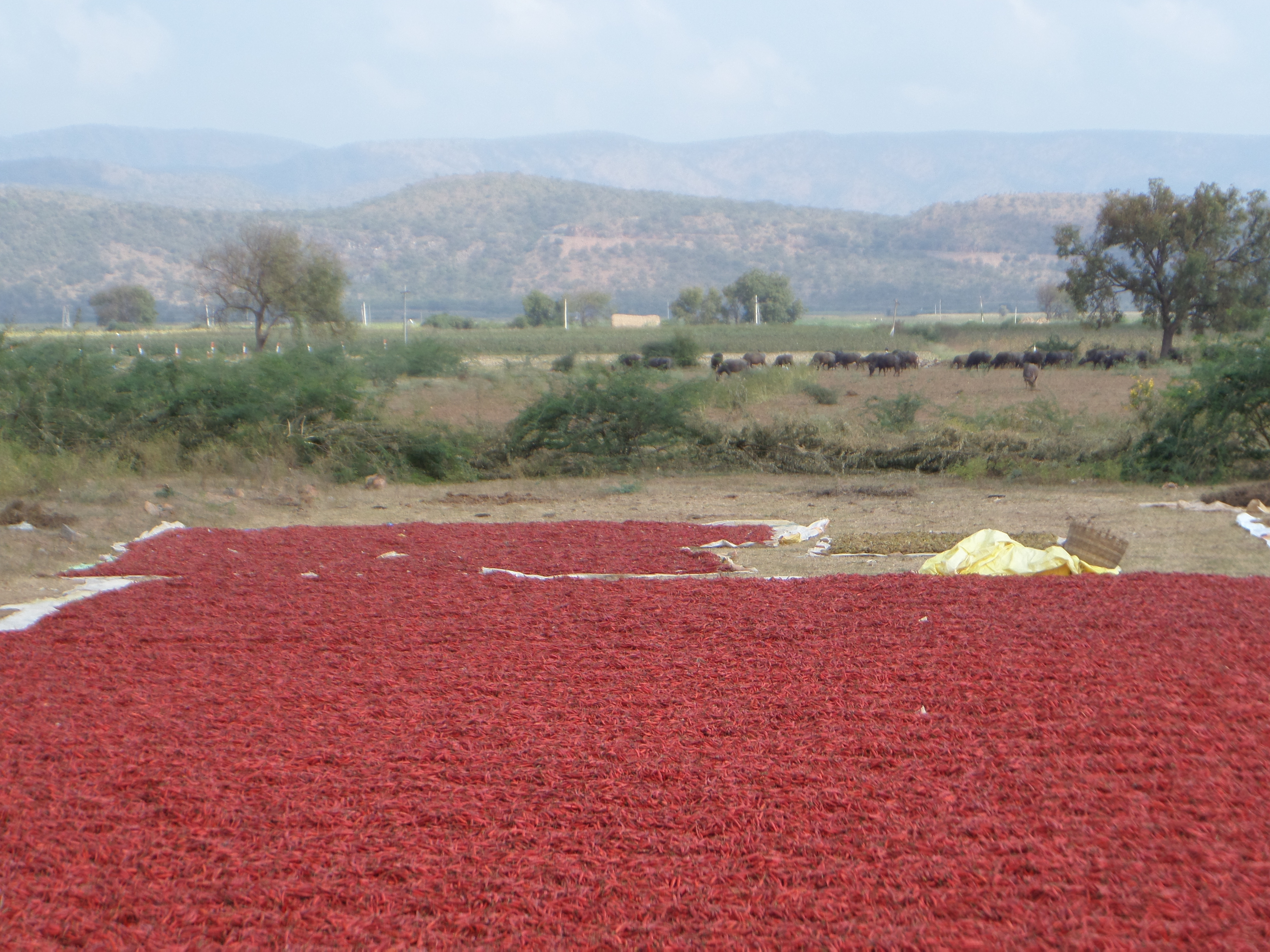
Paprika-Ernte in Dornala (Distrikt Prakasam, Indien)

Heutzutage wird Paprika weltweit in tropischen und gemäßigten Zonen angebaut. Durch Anbau in Gewächshäusern wird eine längere Vegetationsperiode erreicht. Um in Mitteleuropa eine ununterbrochene Ernte zu gewährleisten, wird die Paprikakultur in mehreren Sätzen (Pflanzterminen) gepflanzt. Diese werden maximal 11 Monate kultiviert und nach einer Anbaupause von etwa einem Monat zum Reinigen und Neuanlegen des Kulturraums durch eine neue Pflanzung ersetzt.
In Deutschland werden hauptsächlich blockige Paprika-Typen den ganzen Sommer über aus deutschen Beständen verkauft. Daneben werden Paprika ergänzend das ganze Jahr über aus Spanien und den Niederlanden, während der Sommer-Saison zusätzlich aus Ungarn importiert. In den Wintermonaten gibt es manchmal ergänzende Lieferungen an süßer Paprika und an Peperoni aus Ägypten, wenn die Erntemengen in den Niederlanden und Spanien nicht reichen.

## Wirtschaftliche Bedeutung

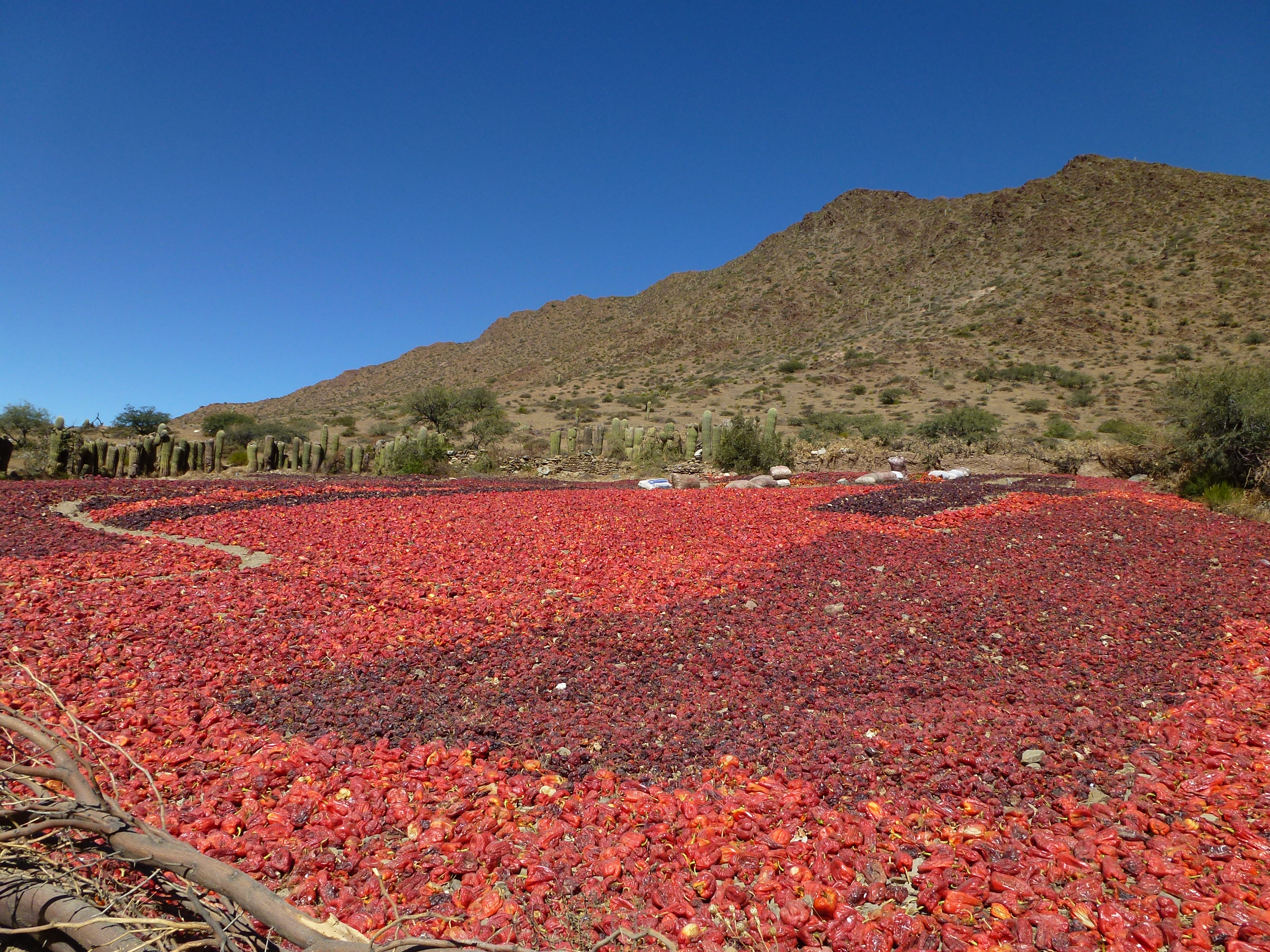
Rote Paprikafrüchte in Cachi (Argentinien) bei der Lufttrocknung

2022 wurden laut der Ernährungs- und Landwirtschaftsorganisation der Vereinten Nationen FAO weltweit etwa 37 Mio. t Paprika (einschließlich Chilis) geerntet.
Folgende Tabelle gibt eine Übersicht über die zehn größten Produzenten von Paprika weltweit, die insgesamt 82,3 % der Erntemenge produzierten. China allein brachte 45,5 % der Ernte ein.
| Rang | Land                | Menge (in t) |
| ---- | ------------------- | ------------ |
| 1    | Volksrepublik China | 16.721.691   |
| 2    | Mexiko              | 3.113.244    |
| 3    | Indonesien          | 3.020.262    |
| 4    | Türkei              | 3.018.775    |
| 5    | Spanien             | 1.533.280    |
| 6    | Nigeria             | 770.684      |
| 7    | Ägypten             | 681.149      |
| 8    | Vereinigte Staaten  | 531.202      |
| 9    | Algerien            | 486.636      |
| 10   | Niederlande         | 435.000      |
|      | Summe Top Ten       | 30.420.800   |

## Systematik

### Äußere Systematik
Innerhalb der Systematik der Nachtschattengewächse wird die Gattung in die Unterfamilie Solanoideae eingeordnet. Sowohl in der Systematik William D’Arcys als auch in der Armando Hunzikers ist die Gattung in eine große Tribus Solaneae eingeordnet, Hunziker unterteilt diese Tribus in verschiedene Untertribus und ordnet die Gattung dort den Capsicinae zu, die neben den Capsicum die Gattungen Aureliana, Athenaea, Darcyanthus, Eriolarynx, Vassobia, Larnax, Dunalia und Withania enthält.
Die phylogenetisch begründete Systematik Richard Olmsteads, die die aktuelle Systematik der Nachtschattengewächse darstellt, ordnet die Gattung zusammen mit den Lycianthes unterhalb der Solanoideae in eine Tribus Capsiceae.

### Innere Systematik

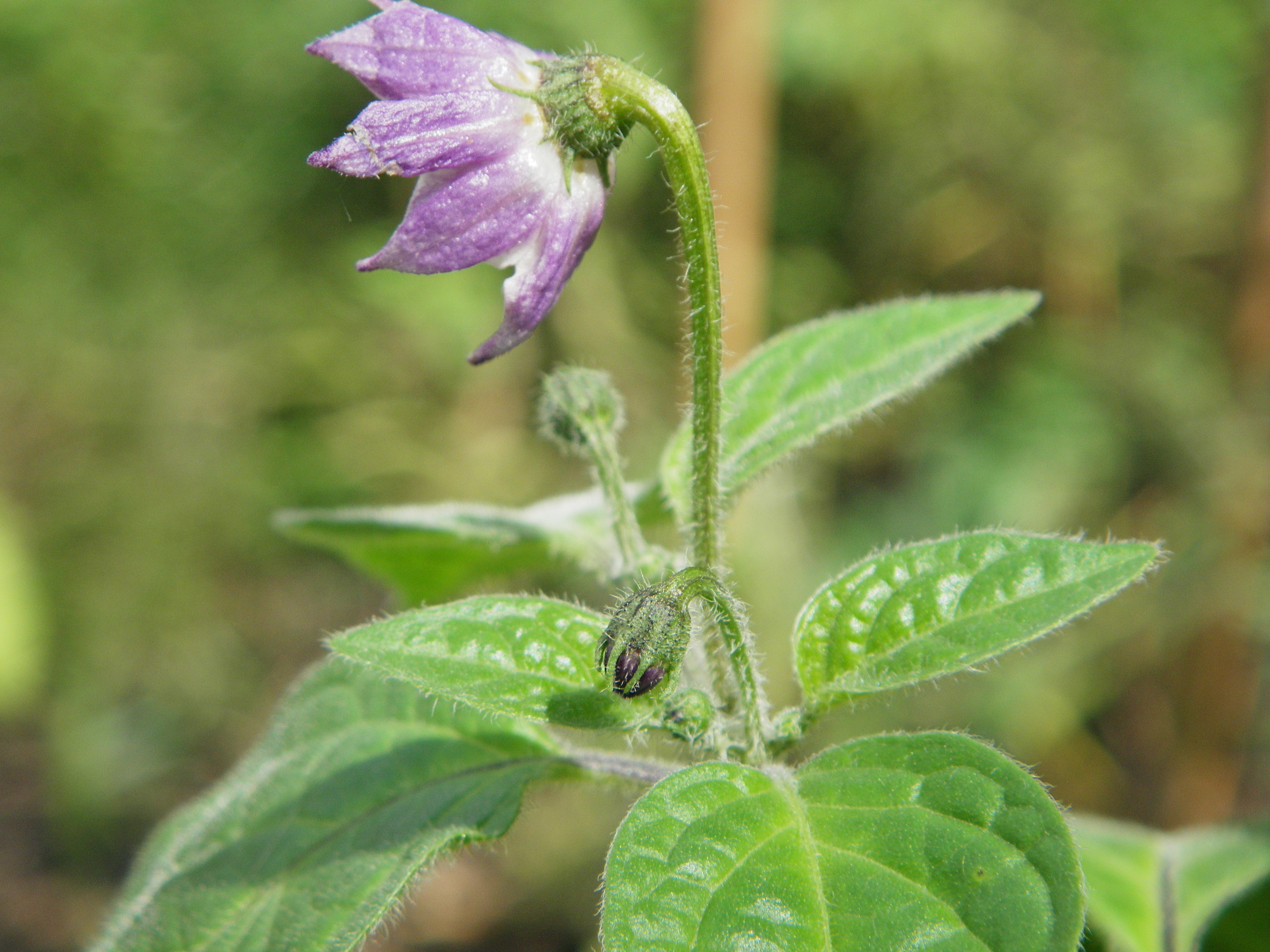
Capsicum pubescens mit violetten Blüten und behaarten Blättern

Innerhalb der Gattung werden 38 Arten unterschieden, von denen fünf kultiviert werden. Seit der Erstbeschreibung der Gattung durch Carl von Linné wurde eine Vielzahl von Arten beschrieben, die sich oftmals als Synonyme zu anderen Arten herausstellten. Nach einer Aufstellung aus dem Jahr 2007 werden folgende Arten unterschieden, hinzu kommen drei 2011, vier 2019 und eine 2020 beschriebene Arten:
| Name der Art                                     | Herkunft                                                                       |
| ------------------------------------------------ | ------------------------------------------------------------------------------ |
| Capsicum annuum L.                               | Nordkolumbien bis in den Süden der USA                                         |
| Capsicum baccatum L.                             | Nordargentinien, Bolivien, Süd- und Südostbrasilien, Kolumbien, Paraguay, Peru |
| Capsicum benoistii Hunz. ex Barboza              | Sie wurde 2019 aus dem südlich-zentralen Ecuador erstbeschrieben.              |
| Capsicum caatingae Barboza & Agra                | Sie wurde 2011 aus dem nordöstlichen Brasilien erstbeschrieben.                |
| Capsicum caballeroi Nee                          | Sie wurde 2006 aus Bolivien erstbeschrieben.                                   |
| Capsicum campylopodium Sendt.                    | Südbrasilien                                                                   |
| Capsicum carassense Barboza & Bianchetti         | Sie wurde 2020 aus Brasilien erstbeschrieben.                                  |
| Capsicum cardenasii Heiser & Smith               | Bolivien                                                                       |
| Capsicum ceratocalyx Nee                         | Sie wurde 2006 aus Bolivien erstbeschrieben.                                   |
| Capsicum chacoense Hunz.                         | Nord- und Mittelargentinien, Südbolivien, Paraguay                             |
| Capsicum chinense Jacq.                          | Latein- und Südamerika                                                         |
| Capsicum coccineum (Rusby) Hunz.                 | Bolivien, Peru                                                                 |
| Capsicum cornutum (Hiern) Hunz.                  | Südbrasilien                                                                   |
| Capsicum dimorphum (Miers) O.K.                  | Kolumbien, Ecuador                                                             |
| Capsicum eshbaughii Barboza                      | Bolivien                                                                       |
| Capsicum eximium Hunz.                           | Nordargentinien, Südbolivien                                                   |
| Capsicum flexuosum Sendtn.                       | Süd- und Südostbrasilien, Paraguay, Nordostargentinien                         |
| Capsicum friburgense Barboza & Bianchetti        | Sie wurde 2005 aus Brasilien erstbeschrieben.                                  |
| Capsicum frutescens L.                           | Bolivien bis Brasilien                                                         |
| Capsicum galapagoense Hunz.                      | Galapagosinseln                                                                |
| Capsicum geminifolium (Dammer) Hunz.             | Kolumbien, Ecuador, Peru                                                       |
| Capsicum hookerianum (Miers) O.K.                | Südecuador, Nordperu                                                           |
| Capsicum hunzikerianum Barboza & Bianchetti,     | Sie wurde 2005 aus Brasilien erstbeschrieben.                                  |
| Capsicum lanceolatum (Greenm.) Morton & Standley | Mexiko, Guatemala                                                              |
| Capsicum longifolium Barboza & S. Leiva          | Sie wurde 2019 aus dem Norden Perus und dem Süden Ecuadors erstbeschrieben.    |
| Capsicum longidentatum Agra & Barboza            | Nordostbrasilien                                                               |
| Capsicum mirabile Mart ex. Sendt                 | Südbrasilien                                                                   |
| Capsicum neei Barboza & X. Reyes                 | Sie wurde 2019 aus dem Südosten Boliviens erstbeschrieben.                     |
| Capsicum parvifolium Sendt.                      | Kolumbien, Nordostbrasilien, Venezuela                                         |
| Capsicum pereirae Barboza & Bianchetti           | Brasilien                                                                      |
| Capsicum piuranum Barboza & S. Leiva             | Sie wurde 2019 aus dem Norden Perus erstbeschrieben.                           |
| Capsicum praetermissum Heiser & Smith            | Zentral- und Südbrasilien, Paraguay                                            |
| Capsicum pubescens Ruiz & Pav.                   | Latein- und Südamerika                                                         |
| Capsicum recurvatum Witas.                       | Brasilien                                                                      |
| Capsicum rhomboideum (Dunal) Kuntze              | Mexiko, Guatemala, Honduras, Kolumbien, Venezuela, Ecuador, Peru               |
| Capsicum schottianum Sendt.                      | Brasilien                                                                      |
| Capsicum scolnikianum Hunz.                      | Peru, Ecuador                                                                  |
| Capsicum tovarii Eshbaugh, Smith & Nickrent      | Peru                                                                           |
| Capsicum villosum Sendt.                         | Südbrasilien                                                                   |

Ehemals zur Gattung Capsicum gehörig wurde beispielsweise Capsicum anomalum komplett aus der Gattung ausgegliedert und als Tubocapsicum anomalum der Gattung Tubocapsicum einer anderen Tribus der Nachtschattengewächse zugeordnet. Diese Gattung wurde bereits 1908 von Tomitaro Makino vorgeschlagen und seit der Bearbeitung der Gattung Capsicum von Armando Hunziker aus dem Jahr 1956 allgemein anerkannt. Sie enthält nach neuesten Erkenntnissen die Arten Tubocapsicum anomalum und Tubocapsicum obtusum.
Innerhalb der Gattung werden zwei Gruppen unterschieden. Die erste mit einer Chromosomenzahl von {\displaystyle 2n=2x=24}, die andere mit {\displaystyle 2n=2x=26}. Von 25 der 33 Arten ist die Chromosomenzahl bekannt, danach gehören zur ersten Gruppe Capsicum annuum, Capsicum baccatum, Capsicum cardenasii, Capsicum caatingae, Capsicum chacoense, Capsicum chinense, Capsicum eximium, Capsicum flexuosum, Capsicum frutescens, Capsicum galapagoense, Capsicum longidentatum, Capsicum parvifolium, Capsicum praetermissum, Capsicum pubescens und Capsicum tovarii. Zur zweiten Gruppe gehören Capsicum campylopodium, Capsicum cornutum, Capsicum friburgense, Capsicum lanceolatum, Capsicum mirabile, Capsicum pereirae, Capsicum recurvatum, Capsicum rhomboideum, Capsicum schottianum und Capsicum villosum.
Innerhalb der {\displaystyle 2n=2x=24}-Gruppe werden Capsicum chacoense, Capsicum galapagoense, Capsicum annuum, Capsicum chinense und Capsicum frutescens zu einer „weiß-blühenden Gruppe“ zusammengefasst. Die weißen Blüten innerhalb dieser Gruppe sind sternförmig, die Samen sind gelblich, in den nicht kultivierten Formen sind die Früchte ausschließlich rot. Innerhalb des Artenkomplexes um die nicht klar voneinander abtrennbaren Capsicum annuum, Capsicum frutescens und Capsicum chinense gehen einige Wissenschaftler von nur einer oder zwei verschiedenen Arten aus. So schrieb Pickersgill 1988: „Der Status von Capsicum annuum, C. chinense und C. frutescens als getrennte Spezies könnte gerechtfertigterweise angezweifelt werden.“ („The status of Capsicum annuum, C. chinense, and C. frutescens as distinct species could legitimately be questioned.“), darauf bezugnehmend antwortet Eshbaugh 1993: „Momentan habe ich mich dazu entschieden, den ‚Capsicum annuum‘-Komplex und den ‚Capsicum chinense‘-Komplex als zwei unabhängige, domestizierte Spezies anzusehen. Wie C. frutescens in dieses Szenario passt, bleibt unklar.“ („For the present, I have chosen to recognize the Capsicum annuum complex and the Capsicum chinense complex as two distinct domesticated species. Where C. frutescens fits into this scenario remains to be resolved“).
Eine „violett-blühende Gruppe“ wird von Capsicum eximium, Capsicum cardenasii, Capsicum pubescens und Capsicum tovarrii gebildet. Die Blüten dieser Gruppe sind teilweise oder komplett violett, stern-, glocken- oder radförmig, die Samen sind bräunlich bis schwarz. Eine kleine Gruppe aus Capsicum baccatum und Capsicum praetermissum mit grünlichen Punkten im Inneren der weißen Krone (mit violettem Rand bei Capsicum praetermissum) und gelblichen Samen ist wahrscheinlich zwischen den beiden zuvor genannten Gruppen positioniert.
Die meisten Arten der {\displaystyle 2n=2x=26}-Gruppe besitzen sternförmige, weiße Kronen mit verschiedenfarbigen Flecken auf den Kronzipfeln oder in der Kronröhre, Ausnahme ist Capsicum rhomboideum mit einer radförmigen, einfarbig gelben Krone. Die Früchte innerhalb der Gruppe sind entweder rot mit bräunlichen Samen oder grüngelblich mit schwarzen Samen. Eine weitere Unterteilung dieser Gruppe ist bisher aufgrund fehlender Untersuchungen noch nicht vorgenommen.
Ein Überblick über die bekannten Arten und deren Kulturformen ist unter Liste der Paprika- und Chilisorten zu finden.

## Begriffliche Differenzierung und Etymologie

### Standardsprachliche Bezeichnungen
Obwohl alle Paprika – ob mild oder scharf – derselben Gattung zuzuordnen sind, gibt es in allen standardsprachlichen Varietäten des Deutschen eine begriffliche Unterscheidung zwischen den großen, als Gemüse verwendeten Sorten und den kleinen, scharfen Sorten. In Deutschland heißt das Gemüse der oder die Paprika, in Österreich der Paprika und wird auch als Gemüsepaprika oder Paprikaschote bezeichnet. In der Schweiz und Südtirol heißt das Gemüse in Anlehnung an das Italienische die oder der Peperoni. Die kleinen und oft scharfen Früchte heißen in Deutschland Peperoni oder Chili(schoten), selten Pfefferoni oder Pfefferonen. In Österreich heißen sie Pfefferoni, selten Peperoni, und in der Schweiz und Südtirol Peperoncini. Der Singular wird hier in den meisten Varietäten selten gebraucht. Weiterhin sind Bezeichnungen wie Spanischer Pfeffer, Roter Pfeffer oder Cayennepfeffer gebräuchlich, die alle auf die historische Verknüpfung mit dem Pfefferhandel und den Wortstamm Pfeffer zurückzuführen sind.
In anderen Sprachen ist diese Verbindung noch stärker ausgeprägt. So bezeichnet im Spanischen pimienta den Pfeffer, ferner aber auch das Chilipulver (pimienta roja, vgl. dt. Cayennepfeffer), den Piment (pimienta de Jamaica, Nelkenpfeffer) und weitere nicht verwandte Pflanzen, pimiento hingegen die (milden) Paprikafrüchte.
Im Englischen ist bei Gemüsepaprika zumeist von bell pepper (‚Glockenpaprika‘) oder sweet pepper, bei scharfen Paprika von chile pepper oder hot pepper die Rede. Pepperoni (auch Peperoni) wiederum bezeichnet im Englischen eine Wurst, die mit Paprika gewürzt wird.
Auch das türkische Biber leitet sich über Piper vom gleichen Ursprung wie Pfeffer ab. Hier wird bei der Benennung Biber nicht zwischen Pfeffer, Paprika (Gemüse und Frucht), Chili bzw. Chilipulver unterschieden, alles wird als Biber bezeichnet.
Weit verbreitet in der Türkei ist auch Pul Biber: sogenannte „Paprikaflocken“, die – wie der Name sagt – nicht zu Pulver gemahlen werden, sondern aus kleinen groben Flocken bestehen und oft sehr scharf sind. Pul Biber ist als scharfes Gewürz mittlerweile unter anderem durch den Döner Kebab auch in Europa weit verbreitet. Verwendet werden für die Herstellung der Paprikaflocken meist Sorten der Art Capsicum annuum, die in Europa unter dem Namen „Spanischer Pfeffer“ bekannt ist.

### Etymologie der WörterPaprika, Peperonietc.
In die deutsche Sprache wurde der Ausdruck Paprika etwa im 19. Jahrhundert aus dem Ungarischen übernommen, das wiederum das Wort aus dem serbokroatischen Ausdruck pàprika, welcher eine Ableitung zu pàpar (dt. „Pfeffer“) ist, entlehnt hatte.
Der Ausdruck wurde in vielen Sprachen übernommen und dient meist nur als Bezeichnung für das getrocknete und gemahlene Gewürz. Dies gilt auch im Schweizer Hochdeutschen, wo für die Früchte die Italianismen Peperoni bzw. Peperoncini verwendet werden. Im übrigen deutschen Sprachraum bezeichnet der Ausdruck Paprika sowohl das Gewürz als auch die Frucht. Das Genus ist im Sprachgebrauch weder regional noch überregional festgelegt. Nach Duden ist neben dem männlichen auch das weibliche Genus gebräuchlich, also: die Paprika ebenso wie der Paprika.
Das in Österreich verwendete sowie im Küchenjargon verbreitete Verb paprizieren wird für das Würzen mit Paprikapulver eingesetzt.

### Etymologie des WortesChili
Der Name geht nicht auf den Namen des Landes Chile zurück, sondern leitet sich aus der Bezeichnung für Chilifrüchte in der Nahuatl-Sprachfamilie ab (chilli), die von Teilen der aztekischen Ureinwohner in Mexiko gesprochen wurde und wird. In Mexiko wird damit nur die Frucht bezeichnet; auf Deutsch ist dagegen nicht immer klar, ob damit die Pflanze, die Frucht oder ein Gericht, das die Früchte verwendet, gemeint ist (Chili con Carne). Einige Puristen in New Mexico, wo die Mehrzahl der US-amerikanischen Chilis angebaut wird, bestehen darauf, dass chili das Gericht bezeichnet, und chile pepper die Frucht. Auch die Schreibweise des Wortes Chili ist sehr umstritten. So trifft man vor allem im englischen, aber zum Teil auch im deutschen Sprachraum auf die Versionen Chilie, Chilli, Chillie, Chile oder Chille.

### Etymologie des wissenschaftlichen Namens
Die wissenschaftliche Bezeichnung Capsicum leitet sich von einer neulateinischen Ableitung des griechischen Wortes kapsa (κάψα) ab. Der Wortstamm bedeutet so viel wie „Kapsel (verwandtes Wort), Behälter“ und ist auf die Form der Früchte zurückzuführen. Fälschlicherweise wird auch oft eine Ableitung von kaptein (κάπτειν) „beißen“ angenommen, jedoch lautet die eigentliche Bedeutung des Wortes „fassen“. Über den gleichen Irrtum kann auch die etymologische Entstehung des nur noch selten gebrauchten Lehnwortes Beißbeere für scharfe Paprika erklärt werden.

## Verwendung

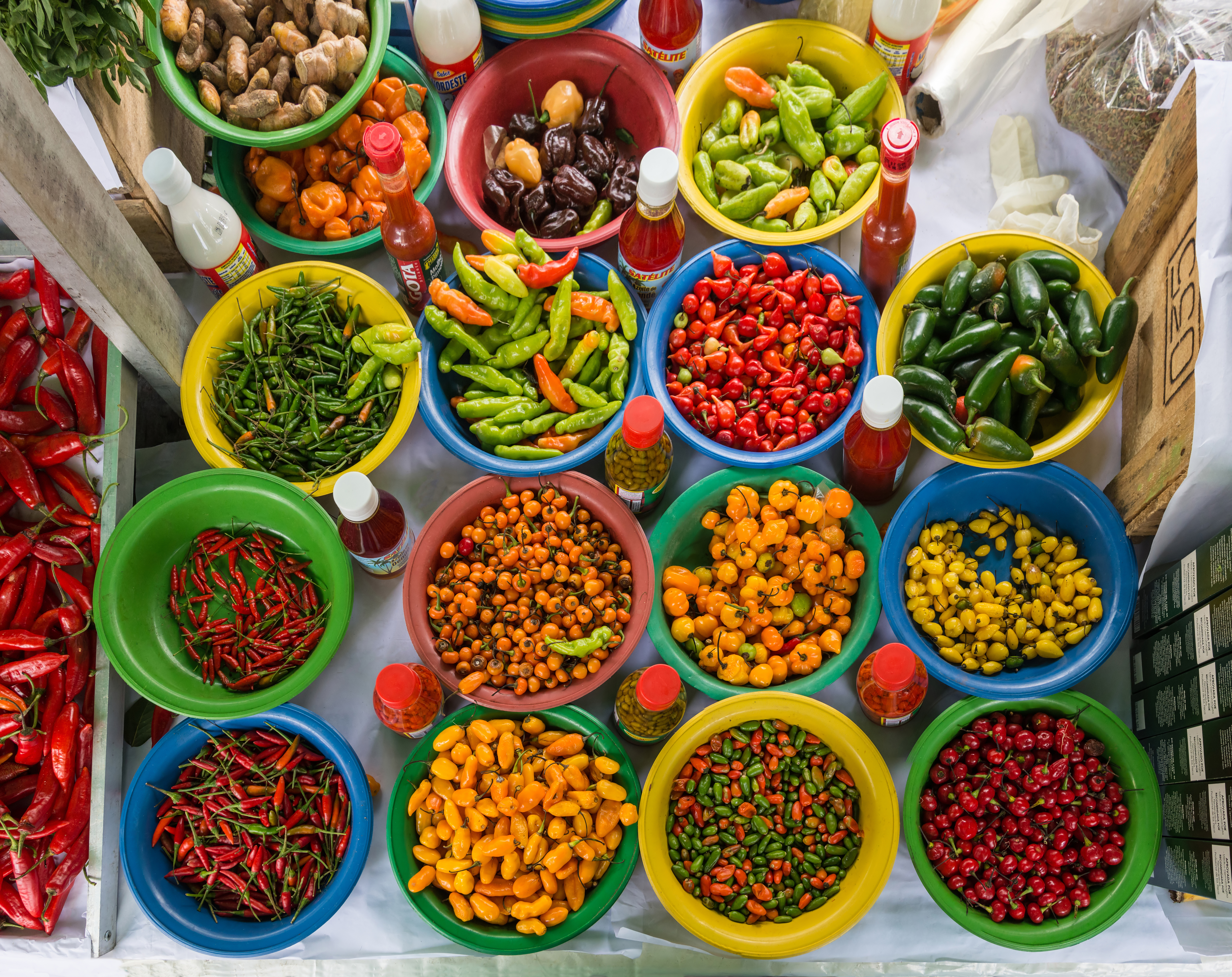
Verschiedene Paprikasorten auf einem Markt in São Paulo

Es gibt heutzutage kaum eine lokale Küche, in der Paprika nicht in irgendeiner Form eingesetzt wird. Jedoch ist die jeweilige Verwendung sehr unterschiedlich und stark an die regionalen Gewohnheiten angepasst. Einige Sorten wie Jalapeño, Serrano, Anaheim oder zum Teil die Gemüsepaprika werden im grünen, unreifen Zustand geerntet und verwendet.
Die scharfen Sorten werden bevorzugt in warmen Regionen eingesetzt, da die durch das Capsaicin verursachte Hitzeempfindung die Schweißbildung fördert, wodurch die Körpertemperatur gesenkt wird. Beispiele für diese Küchen sind in der ursprünglichen Heimat der Paprikas die mexikanische Küche, die Tex-Mex-Küche, aber auch die mittel- und südamerikanische Küche.
Auch Asien ist für scharfe Kochstile bekannt, so unter anderem die chinesische, indonesische, thailändische, koreanische und indische Küche. In Europa sind bevorzugt die Mittelmeer-Gebiete zu nennen, so die spanische, türkische, italienische oder griechische Küche; aber auch auf dem Balkan, in Ungarn und in Österreich wird die Schärfe der Paprika geschätzt.
Milde Paprika werden sowohl als Gemüse als auch als Gewürz in vielen anderen Küchen genutzt, unter anderem in der französischen Küche. Die Einbürgerung der Gewürzpaprika in der französischen Küche und damit in der Haute Cuisine ist auf den Koch Auguste Escoffier zurückzuführen. Er ließ das Paprikapulver 1879 über den befreundeten ungarischen Koch Károly Gundel aus Szeged in Ungarn nach Monte-Carlo kommen und verschaffte damit dem „ungarischen Gewürz“ internationale Beachtung. Zu den Gerichten, die er servierte, gehörten Poulet au Paprika (Paprikahuhn) und Gulyas Hongroise (Gulasch). Ein weiteres bekanntes französisches Gericht, die Ratatouille, ist ohne Paprika undenkbar.
Wie viele andere Nachtschattengewächse enthalten die grünen Bestandteile der Pflanze wie Blätter und Stängel Giftstoffe und sollten deswegen nicht verzehrt werden. Jedoch ist der Anteil dieser Giftstoffe nicht so hoch wie bei anderen Nachtschattengewächsen, so dass zum Beispiel in Indien auch die Blätter für eine Art Tee verwendet werden.

### Verwendung als Gewürz

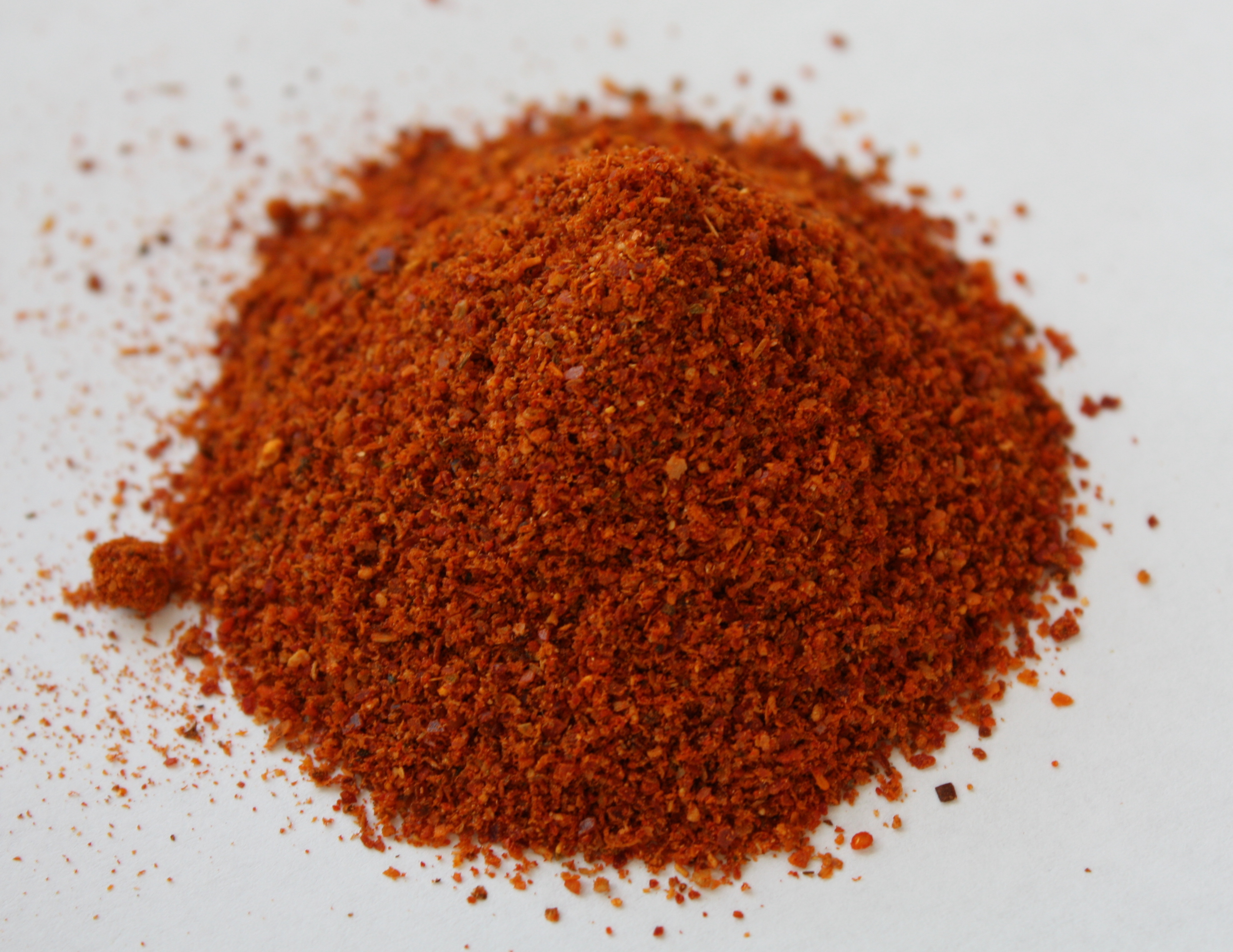
Paprikapulver

Die bekannteste Form, in der Paprika als Gewürz genutzt wird, ist das Paprikapulver. Zur Herstellung werden die Paprikafrüchte getrocknet und anschließend gemahlen. Je nach Sorte und ihrer Schärfe sowie dem Anteil der Samen und Scheidewände wird Paprikapulver in Kategorien eingeteilt. Ungarisches Paprikapulver wird (mit abnehmender Schärfe) wie folgt gegliedert: Rosenpaprika – Halbsüß – Edelsüß – Delikatess – Extra. Daneben gibt es unter anderem die spanischen Paprikapulver Dulce (vergleichbar mit Edelsüß) und das kräftigere Picante. Scharfes Paprikapulver wird oft als Cayennepfeffer bezeichnet, diese Bezeichnung verweist aber eigentlich auf die verwendete Chilisorte Cayenne.
Neben Paprikapulver wird eine Vielzahl an Würzsaucen und -pasten aus Paprika hergestellt. Die bekannteste ist die durch Fermentation von Chilis hergestellte Tabascosauce. Oft wird auch eine Grundlage aus Essig und Gemüse (meist Tomaten) oder Früchten für Chilisaucen verwendet. Zu den bekanntesten Würzsaucen mit Paprika gehören Sambal Oelek (Indonesien), Ajvar in weiten Teilen Südosteuropas, Erős Pista (Ungarn), Adschika (Westkaukasus und Südrussland), Harissa (Nordafrika), Mojo (Kanarische Inseln), Lajiaojiang (China), Mole und diverse Salsas (Mexiko). Eine wenig verbreitete Spezialität ist das aus den Paprikasamen, die ca. 20 % Öl enthalten, gewonnene Paprikasamenöl. Es weist einen intensiven Paprikageschmack und eine tiefrote Farbe auf. Lieferländer sind u. a. Ungarn und China.

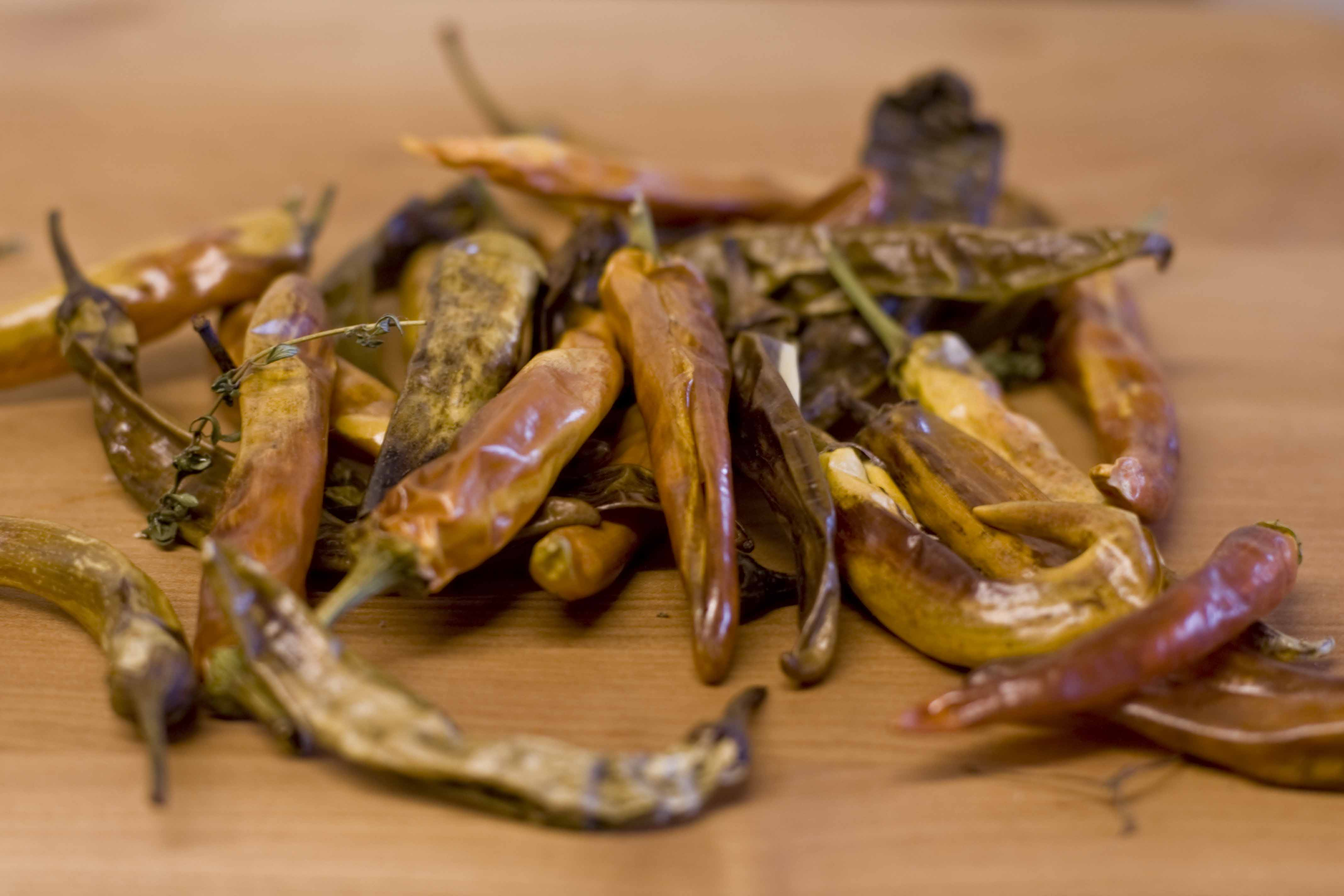
Getrocknete Chilifrüchte

Getrocknete Paprika sind grob gemahlen oder als ganze Früchte erhältlich. Diese können sowohl ähnlich dem Paprikapulver als auch nach Einweichen in Wasser wie frische Früchte verwendet werden. In der mexikanischen Küche nehmen getrocknete Chilis einen besonderen Stellenwert ein. Durch die Trocknung erhalten einige der verwendeten Sorten erst ihr besonderes Aroma. Meist besitzen Chilis der gleichen Sorte unterschiedliche Namen, je nachdem, in welchem Zustand sie verwendet werden.
So heißen unreife Ancho-Früchte Poblano, getrocknete Mulato; Jalapeño sind zumeist unreif, die reifen, durch Räuchern haltbar gemachten und sehr aromatischen Jalapeño werden als Chipotle bezeichnet. Eine milde Form aus Spanien wird Niora genannt.
Zur Bestimmung der Schärfe von Paprika wurde 1912 ein Vergleichsverfahren eingeführt. Mit der nach dem Erfinder benannten Scoville-Skala wird heute noch die Schärfe von Chilis angegeben. Jedoch wird heute der Capsaicin-Gehalt chemisch-analytisch bestimmt. Die verschiedenen Paprikasorten können Scoville-Werte von 0 bis 2.690.000 erreichen. Pures kristallines Capsaicin entspricht einem Schärfegrad von 15.000.000 bis 16.000.000 Scoville-Einheiten. Als Beispiel eines solchen Chili-Erzeugnisses gilt Blair’s 16 Million Reserve. 1 Milliliter dieses Produkts müsste mit 16 Kubikmetern Wasser verdünnt werden, um die Schärfe zu neutralisieren.
Die Klassifikation der Schärfe von Paprika reicht von mild (0 Scoville-Einheiten, z. B. Gemüsepaprika) über pikant (100 bis 1500 Scoville-Einheiten, z. B. Kirschpaprika, Peperoni, Peperoncini, Poblano, Pasilla) und mittelscharf (1500 bis 10.000 Scoville-Einheiten, z. B. Jalapeño, Guajillo, Wachspaprika) bis hin zu scharf (mehr als 30.000 Scoville-Einheiten, z. B. Serrano, Cayenne, Chiltepin oder Habanero mit 100.000 bis 500.000 Scoville-Einheiten). Einige extrem scharfe Sorten überschreiten 1 Million Scoville: Bhut Jolokia, Trinidad Moruga Scorpion, Carolina Reaper und der aktuelle Rekordhalter Pepper X. Durch die Verwendung von Konzentraten ist es möglich, noch schärfere Chilisaucen herzustellen.
Hände können nach der Verarbeitung von Paprika mit Öl, Fett oder Alkohol gereinigt werden, da Capsaicin nicht wasserlöslich ist und sich durch normales Händewaschen nicht vollständig entfernen lässt. Für den Schutz bei der Verarbeitung scharfer Sorten bieten sich Plastikhandschuhe an. Bei extrem scharfen Sorten kann es bei Kontakt auch geringster Mengen mit Augen, Schleimhäuten oder Haut zu schweren Reizungen kommen. Will man die Schärfe mindern, sollten nur die Fruchtwände ohne Plazenta und Samenscheidewände verwendet werden, da letztere 90 bis 99 Prozent des Capsaicins enthalten.

### Verwendung als Gemüse
Nachdem immer mildere Sorten gezüchtet worden waren, wurde Paprika auch als Gemüse verwendet. Wie auch beim scharfen Paprika ist die Verwendung des Gemüsepaprika sehr vielseitig. So kann man Paprika roh in Salaten, gefüllt, sauer eingelegt, gedünstet oder gebraten verwenden. Frischer Paprika hält sich bei Zimmertemperatur etwa zwei bis drei Tage, im Kühlschrank (Gemüsefach) etwa eine Woche. Vor der Verwendung sollten Stiel, Plazenta, Samenscheidewände sowie Samen entfernt werden. Grüne (unreife) Paprikas sind etwas bitterer und kräftiger im Geschmack, reife Früchte süßer.

### Verwendung in der Medizin
Gerhard Madaus fasst unterschiedliche medizinische Literatur zusammen: Camerarius rühme das Dekokt gegen Wassersucht, andere empfahlen es mit Lorbeeren bei Wechselfieber. Matthiolus‘ New-Kreuterbuch von 1626 empfehle es bei Hydrops, Heckers Pract. Arzneimittell. bei Verdauungsschwäche, Torpidität und Verschleimung des Magens, Typhus, Malaria, Gliederlähmung, seröser Bräune und Star, Clarus’ Handb. d. spec. Arzneimittell. zur Anregung von Verdauung, Gefäß- und Nervensystem, äußerlich als Gurgel- und Kaumittel bei septischen Anginen, bei Frostbeulen und Zahnweh. Potter empfahl Capsicum als Alkohol- und Opiumersatz für Süchtige, und für verschiedene urologische Störungen.
Tierärzte kannten Liquor capsici compositi zum Einreiben bei Rheuma und innerlich für die Verdauung. Die französische Volksmedizin nutzte Capsicum bei Hämorrhoiden, die lettische ließ reife Früchte mit Salz, gelber Seife und Kampfer in einer Flasche im Warmen gären und rieb damit schmerzende Glieder ein. In der Mongolei nehme man es bei Fieber, Hämorrhoiden, Parasiten und Karzinomen. Die Homöopathie kennt Capsicum annuum u. a. bei Mastoiditis, ausstrahlend schmerzendem, stinkendem Husten, Übergewicht und Schlafstörung bei Melancholie und Sucht. Die Medizin nutzt keine Gemüsepaprika, sondern Zubereitungen mit höherem Gehalt an Capsaicin.
Die amerikanischen Ureinwohner nutzten Paprika als Heilmittel, unter anderem gegen Zahnschmerzen oder Arthrose. Teile dieser Techniken wurden nach der Entdeckung Amerikas auch von Europäern in die Volksmedizin übernommen. Der heute bekannteste Einsatz von Paprika in der Medizin sind Wärmepflaster, die bei rheumatischen Schmerzen eingesetzt werden. Die 1928 entwickelte Wirkstoffkombination enthält neben einem Extrakt aus Cayennepfeffer Arnika- und Belladonna-Bestandteile.
Auch gegen Hexenschuss, Migräne, Gürtelrose, diabetische Neuropathie oder postherpetische und trigeminale Neuralgie werden capsaicinhaltige Produkte eingesetzt; weitere Möglichkeiten zur medizinischen Anwendung von Capsaicin werden regelmäßig bekannt. 2006 wurde beispielsweise festgestellt, dass eine hohe Dosis Capsaicin Prostatakrebszellen in Mäusen abtötet. Capsaicin soll durch die Stimulation von Herzmuskelzellen bei Mäusen auch den Herzschaden reduzieren, den sie bei einem Herzanfall erlitten, und könnte in der Zukunft in der Therapie von Herzinfarkt eingesetzt werden.

## Kulturelle Auswirkungen
Wie kaum ein anderes Lebensmittel (weitere Beispiele sind die Kartoffel und die Tomate) hat Paprika oder Chili die Ernährungsgewohnheiten weltweit verändert, nachdem die Pflanze und ihre Früchte sowie deren Zubereitung durch die im Zeitalter der Entdeckungen einsetzende Globalisierung verbreitet wurden. Heutzutage ist Chili die mit am weitesten verbreitete Zutat, um Gerichte zu schärfen, wofür vorher in Europa und Asien z. B. Ingwer, Pfeffer, Rettich oder Senf verwendet wurden. Mittlerweile hat sich um die Chili eine weltweite Fangemeinde gebildet, die sich gleichermaßen der Anzucht als auch dem Verzehr verschiedenster Sorten der Gattung Capsicum widmet. Grund hierfür ist, dass der Körper auf die Schärfe mit der Ausschüttung von Endorphinen reagiert, die ein Glücksgefühl hervorrufen. Viele versuchen daher mit immer höheren Dosierungen dieses Glücksgefühl erneut zu erleben.
In traditionellen Chili- und Paprika-Anbaugebieten finden regelmäßig Volksfeste statt, deren Mittelpunkt die Chili ist. Die Stadt Diamante in Kalabrien feiert jährlich das Peperoncino Festival, in Hatch (New Mexico) wird die Ernte mit dem Chile Festival gefeiert, das am Wochenende des Labor Day stattfindet, und aus Frankreich ist vor allem die Fête du Piment der Ortschaft Espelette bekannt. Hinzu kommen vor allem in den Vereinigten Staaten Cook-Off-Wettbewerbe für Chili con Carne und eigene Messen für scharfe Lebensmittel.

## Sonstiges
Im März 2006 gab der U.S. Postal Service eine Briefmarkenserie „Crops of the Americas“ heraus, die fünf typisch amerikanische Feldfrüchte darstellt. Neben Chilis sind Mais, Bohnen (Phaseolus), Kürbisse und Sonnenblumen die weiteren Motive.
Der Tschuschkopek (bulgarisch Чушкопек, dt. Paprikabacker) ist ein bulgarisches Haushaltsgerät für das Backen von Paprika.